# 悪魔の旅団
第1特殊任務部隊（1st Special Service Force）は、第二次世界大戦中にアメリカ軍およびカナダ軍が共同で編成したコマンド部隊である。悪魔の旅団（The Devil's Brigade）、黒い悪魔（The Black Devils）、黒い悪魔の旅団（The Black Devils' Brigade）、フレディの運び屋（Freddie's Freighters）といった通称でも知られる。1942年、アメリカ合衆国モンタナ州ヘレナからほど近いフォート・ウィリアム・ヘンリー・ハリソンにて結成され、アリューシャン方面の戦い、イタリア戦線、南仏侵攻などに参加し、1944年12月に解散した。
現在のアメリカ軍およびカナダ軍の特殊部隊（グリンベレー、CANSOF）は、第1特殊任務部隊の伝統を受け継いでいる。

## 背景
イギリス合同作戦司令部に所属する科学者ジェフリー・パイクは、冬季戦において敵後方での特殊任務に従事する少数精鋭の特殊部隊の編成を構想していた。これはすなわち、敵勢力下のノルウェー、ルーマニア王国、アルプス山脈に対し、海上ないし空から侵入して水力発電所や油田などの重要施設に対する破壊工作を遂行するコマンド部隊であった。当時、ノルウェーのリューカンには、ナチス・ドイツの核兵器開発用の重水工場があった。またノルウェー国内の電力供給の49％を賄う大型発電施設もあり、これを破壊しノルウェーから枢軸軍を撤退させることができれば、ソ連邦赤軍と連合国軍の合流も実現しうると考えられていた。そしてルーマニアのプロイェシュティにはドイツ側の石油消費の1/4を賄う大型油田があり、イタリアにはドイツ南部における産業の電力消費のほとんどを賄う水力発電所があった。パイクはこの種の部隊を運用する場合、雪中行軍の際に兵員および装備を速やかに運搬しうる装軌車両が必須だと主張していた。

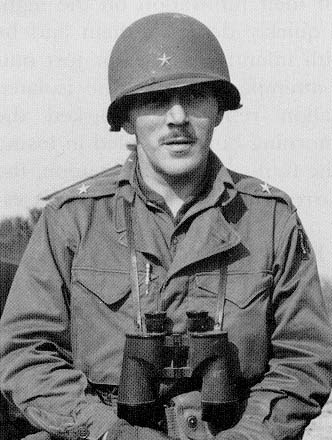
悪魔の旅団の指揮を執っていた頃のロバート・T・フレデリック准将。肩に部隊章が確認できる。

1942年3月、パイクは「プラウ計画」（Project Plough）と名付けたアイデアを合同作戦司令部司令官ルイス・マウントバッテン卿に提案した。これは連合軍コマンド部隊をノルウェーのヨステダール氷河周辺の山岳地帯へ落下傘で降下させ、現地のドイツ軍部隊に対するゲリラ戦を展開するというものであった。また、このコマンド部隊には装軌式の雪上車が配備されることとなっていた。パイクはこうした部隊が氷河という地域では無敵であること、排除を試みるドイツ軍部隊の大多数をその場に拘束できることなどを訴え、マウントバッテンを説得した。
しかし、合同作戦司令部および英国産業界からの要望を考慮した結果、1942年3月のチェッカーズ会議（Chequers Conference）において、この計画の実施をアメリカ合衆国に委託することが決定された。米陸軍参謀総長ジョージ・マーシャル大将もプラウ計画の実施に同意した。1942年4月、既存の装軌式雪上車の中には適した車輌が見つからなかった為、合衆国政府から各自動車メーカーに新型雪上車設計の打診が行われた。最終的にスチュードベーカーが設計したT-15輸送車（T-15 cargo carrier, 後のM29 ウィーゼル）がプラウ計画用の雪上車に選ばれた。
1942年5月、米陸軍参謀本部作戦部のロバート・T・フレデリック中佐がプラウ計画のコンセプトに関する論文の精査を行い、いくつかの問題点からプラウ計画が大失敗に終わると予想した。すなわち、計画の目標や要求される人員・物資がいずれも非現実的である点、少数の「エリート部隊」が地域を確保したとしても以後の防衛において極めて不利が強いられる点である。また、任務遂行後の具体的な救出手段が用意されていない点、ノルウェーまで人員を輸送できる航空機を保有していない点も指摘し、少人数の精鋭部隊を送り込んでもリスクに見合うだけの戦果は期待できず、代わりに大規模な戦略爆撃を実施すべきとフレデリックは結論付けた。
しかし、既にイギリス軍上層部と作戦実施の方向で合意しており、またアメリカ軍がヨーロッパ戦線に進出する絶好の機会と見なされていたため、マーシャル大将や作戦部長ドワイト・D・アイゼンハワー少将はその後もプラウ計画の準備を推し進めた。マーシャルやアイゼンハワーはプラウ計画がドイツに大打撃を与える唯一の手段だと信じており、これを実施することで対独戦を速やかに完遂し連合国軍の戦力を太平洋戦線に集中させたいと考えていたのである。
最初に指揮官候補として選ばれたのはハワード・R・ジョンソン中佐だった。しかし、ジョンソンはパイクの計画に懐疑的で、マウントバッテンやアイゼンハワーとの会議を経て、この要請を辞退している。その後、マウントバッテンの提案を受け、アイゼンハワーはフレデリックを指揮官に任命した。彼にはプラウ計画実施に向けた部隊の編成および指揮が命じられ、この際に大佐へと昇進している。1942年7月頃までに、フレデリックは口出しをさせないようパイクを計画から遠ざけた。なお、指揮官を辞退したジョンソン中佐は第501落下傘歩兵連隊の連隊長に就任した。
フレデリック大佐には、部隊編成に必要な機材・装備や訓練施設などが優先して割り当てられた。当初、この冬季戦を想定した特殊部隊にはアメリカ、カナダ、ノルウェーの軍人が均等な割合で配属される予定だった。しかし、ノルウェー軍人が十分に集まらなかった為、アメリカとカナダの軍人を半数ずつという形で部隊が編成されることになった。
1942年7月、カナダのジェームズ・ラルストン国防相はプラウ計画へのカナダ将兵697人の参加を承認した。当初、彼らを集める名目は防諜上の理由から第1カナダ落下傘大隊（1st Canadian Parachute Battalion, 1CPB）なる部隊を編成する為とされていた。しかし、直後に訓練教育部隊として同名称の大隊が実際に設置されることとなり、秘匿名称は第2カナダ落下傘大隊（2nd Canadian Parachute Battalion, 2CPB）に改められた。なお、カナダ陸軍における正式な部隊名としては1943年4月から5月まで第1カナダ特殊作戦大隊（1st Canadian Special Service Battalion）が使われ、2CPBという名称は非公式にしか使われなかった。彼らの給与は引き続きカナダ政府から支払われたが、制服、装備、食料、駐屯地、および駐屯地までの旅費などは全てアメリカ政府が提供した。服務規程や礼式はカナダ軍のものが引き続き使われた。部隊全体の副隊長を務めていたカナダ将校マックイーン中佐が落下傘降下の訓練中に足を骨折した後、部隊における最高階級のカナダ将校は第2連隊長のドン・ウィリアムソン中佐（Don Williamson）となった。アメリカ側の将兵は、フォート・ベルボアおよびフォート・ベニングの将校らによって選ばれた者たちだった。隊員募集の告知は南西部および太平洋沿岸に駐屯する全ての部隊で行われた。この告知文には、「独身者。21歳から35歳。レンジャー、木こり、猟師、探鉱者、探検家、狩猟監視員などの出身者が好ましい」といった条件が記載されていた。志願者の中から選びぬかれた者たちには、機密保持のために「落下傘部隊員に選ばれた」と伝えられていた。彼らを輸送する列車はやはり機密保持のために窓が黒塗りされており、ヘレナで下車した時でさえほとんどの兵士は自分がどこにいるのかわからなかったという。
新たな特殊部隊は3個連隊から構成されていた。各連隊は中佐を指揮官として、32人の将校と385人の下士官兵が所属した。連隊は2個大隊から、大隊は3個中隊から、中隊は3個小隊から、小隊は2個分隊からそれぞれ構成された。
フレデリックは高級将校でありながら、しばしば最前線で作戦の指揮を執った。例えばアンツィオ橋頭堡の作戦では、夜間偵察中に地雷が爆発し、部隊がドイツ軍の機銃掃射に晒された。この時、フレデリックは自ら前線に現れ、負傷者の救出を援護したという。

## 訓練および装備

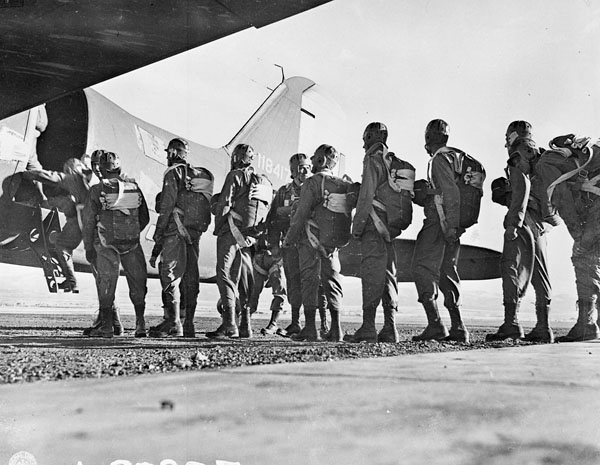
降下訓練中の隊員

早急な部隊編成が求められていた為、将兵のヘレナ到着後48時間以内に落下傘降下の訓練が始まった。駐屯地には降下塔などの訓練機材がほとんど設置されておらず、また大半の将兵にとっては初めて経験する落下傘降下となった。全員が空挺徽章を受け取った時に隊員間での仲間意識や連帯感が生まれるという考えから、降下訓練は最優先で実施された。
隊員らの訓練は3段階に分けられていた。
- 8月から10月：降下、武器および爆発物の取り扱い、小部隊戦術、体力練成
- 10月から11月：部隊戦術および問題解決
- 11月から7月：スキー、ロッククライミング、寒冷地訓練、M29 ウィーゼルの操縦

毎週月曜から土曜まで、4時30分に朝礼があり、6時30分からの朝食の後、8時00分からは障害物走（週4回）があり、それから月ごとに内容が変わる日課訓練が実施された。また演習の間には2回の行軍訓練が行われた。月曜から金曜までの午後は海外の戦地から戻った前線経験者を教官に迎えて講義が行われた。土曜の午後と日曜が休養に割り当てられ、多くの隊員はヘレナの街へ出てこれを過ごした。
行軍訓練は60-マイル (97 km)のコースで行われた。第1連隊ではこのコースを20時間で踏破したという。敵軍の銃器の分解組立および射撃についても教育が行われた。
白兵戦教官のダーモット・"パット"・オニール（Dermot "Pat" O'Neill）は、上海共同租界警察の元警官で、徒手格闘のエキスパートだった。オニールはいくつかの武道にも通じており、目、喉、股間、膝などの急所を狙う戦い方を教えた。ナイフ格闘や素早く拳銃を構える方法などを教えたのも彼だった。彼の指導の元、演習でも抜身の銃剣での格闘が行われ、しばしば怪我人を出した。
ノルウェー人教官を招いてのスキー訓練は12月から始まり、およそ2週間で隊員全員がスキーの基礎を習得した。その後はノルウェー陸軍の基準に到達するまで、完全軍装のまま明け方から日没までのクロスカントリースキー訓練が実施された。
高山あるいは寒冷地での展開を前提とした軽歩兵として、部隊には標準的なものとは異なる特別な装備が与えられた。それは例えば、スキー板やアノラック、ハーバーサック、山岳レーションなどである。武装についても、M1941ジョンソン軽機関銃のような非標準的な装備が編成当初から配備されていた。フレデリックの幕僚の中には吹き矢の装備を提案する者もいたが、戦争犯罪と見なされうるとして配備は行われなかった。部隊全員に支給されたV-42スチレットの設計にはフレデリック自身も参加した。これはイギリス製のフェアバーン・サイクス戦闘ナイフに改良を加えたものだった。

## 部隊名、記章、制服等

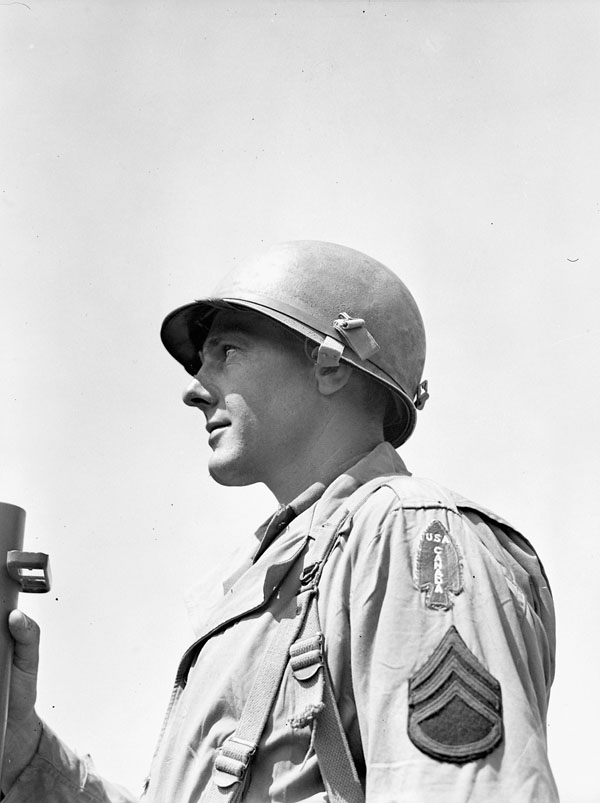
アンツィオで作戦行動中の隊員。肩に部隊章を縫いつけている。

伝えられるところによれば、アンツィオでの作戦行動中、ある隊員がヘルマン・ゲーリング師団の中尉の日誌を手に入れた。その日誌には、「我々が前線に出る度、あの黒い悪魔共（The Black Devils）が我々を取り囲むのだ。我々は彼らが来たことに全く気がつかないのに」と記されていたという。隊員らはこのエピソードが事実か否かを確認していなかったものの、ここから部隊に対する「黒い悪魔」や「悪魔の旅団」（Devil's Brigade）といった異名が生まれたのである。隊員らは「悪魔の旅団」を自称することを好んだ。フレデリックは部隊章とDas dicke Ende kommt noch!（最悪の事態はまだこれからだ！）と右側に赤字で書かれたカードを作成し、隊員らは心理戦の一環として殺害したドイツ兵の死体の上にこのカードを残していった。隊員の1人であるヴィクター・ケイスナー軍曹（Victor Kaisner）が報告したところによれば、喉を切り裂かれた死体を目にしたドイツ兵達が"Schwarzer Teufel"（黒い悪魔）という言葉を使っていたという。近年の研究では、敵に恐怖を植え付ける為にフレデリックと幕僚たちがこの異名を考案したという説も主張されている。

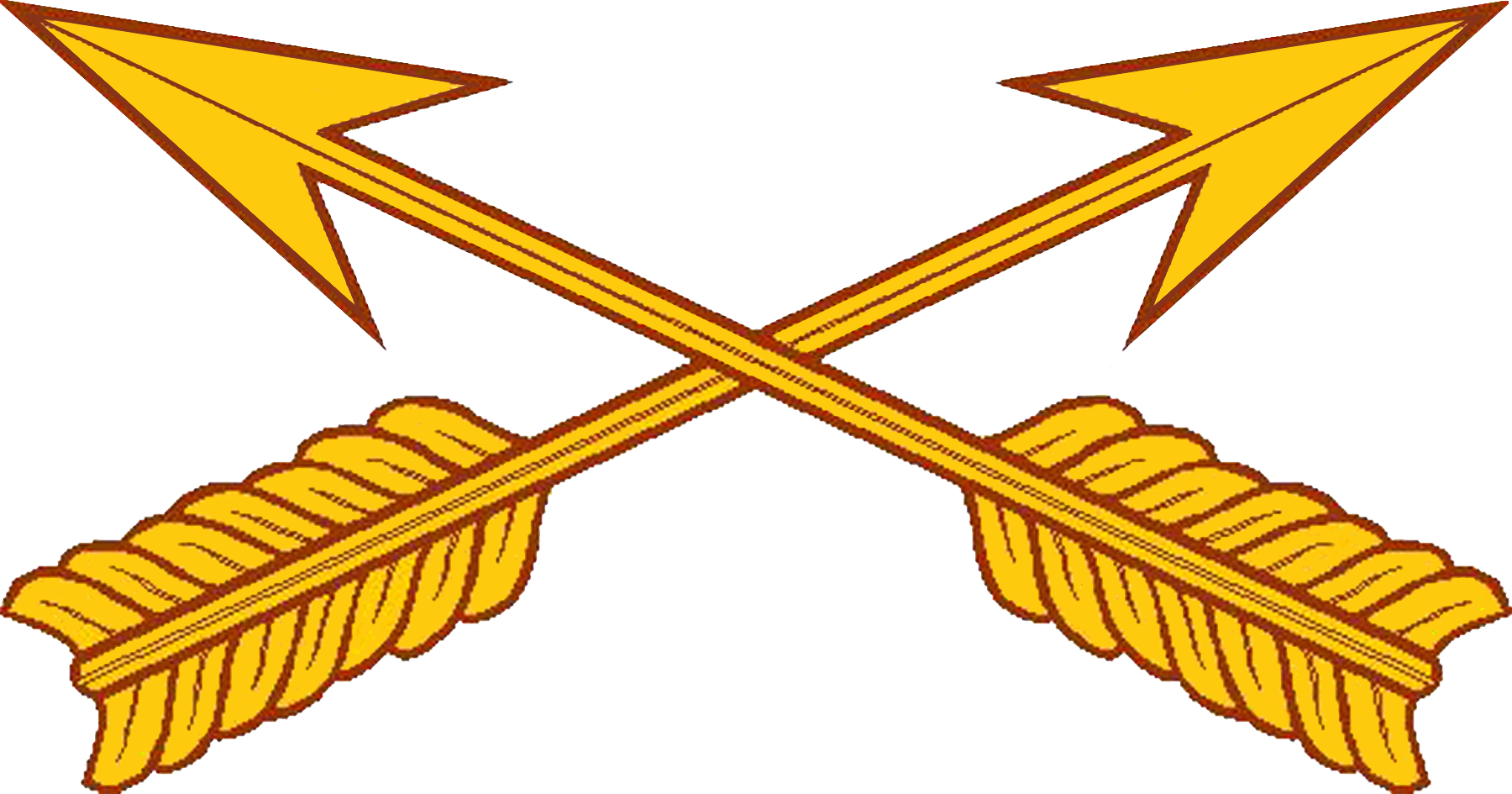
兵科章。後のグリンベレーでも同じものが採用された

当初、部隊は「勇者たち」（Braves）という非公式な愛称で呼ばれていた。槍の穂先（Spearhead, 「先鋒部隊」も意味する）を模した形の部隊章も、この愛称を念頭に置いたものである。部隊章は赤い穂先型で、USAと横書きされた下にCANADAと縦書きされている。兵科章はかつて米陸軍インディアン・スカウトで使われていた、2本の矢が交差するデザインのものが使われた。ギャリソンキャップの縁には赤白青のパイピングが施されていた。空挺記章（Parachutist Wings）の周囲にも同じパイピングがあった。また、パラシュート用のシュラウドラインから作られた赤白青の飾緒も身に付けていた。
隊員のうち、アメリカ兵らはヘレナに到着した時点で米陸軍の標準的な装備、すなわち緑色の綾織で作られたカバーオール、カーキ色のズボン、ファチーグ・ハット（fatigue hat）として知られる戦闘帽、あるいは緑色の上下制服に帽子といったものを身に付けていた。雑多ではあったが、それでもおおむね共通の軍装を揃えていた。一方のカナダ兵らはイギリス連邦の伝統に従い、原隊毎に異なった軍装を身に付けてヘレナに現れた。例えばキルト姿の兵士もいれば、トルーズ（trews）と呼ばれるズボンやバミューダショーツを穿いた者もいた。制帽もギャリソンキャップのほか、スコットランド連隊出身者のカーキ色をしたタム・オシャンター帽、機甲連隊出身者の黒いベレー帽など、様々なものが着用されていた。最終的にはオリーブドラブ色をしたアメリカ式の制服が支給され、これによって統一された。隊員の国籍は円形襟章で識別された。山岳戦においては、スキーパンツ、パーカー、ヘルメットが支給された。長靴は空挺隊員向けのものが標準的に支給されていたが、イタリア方面に展開する際に歩兵用長靴へ置換された。
フレデリックが最初に心配したのは、この2ヶ国連合部隊を編成するにあたっての混乱や対立である。基本的な技能や部隊指揮に関しても、両軍の間で様々な差異があった。効率的に活動する為にも、例えば行軍のような基礎的な命令については統一する必要があった。双方の兵士を満足させる為に妥協を重ねた末、アメリカ軍の軍楽隊に起床ラッパを演奏する為のカナダ人バグパイプ奏者を参加させること、行軍の方式は両軍折衷とすること、制服は統一することなどが決定した。結局、過酷な訓練を通じて連帯感を持った隊員たちの間では、フレデリックが心配したほどの問題は生じなかった。

## 歴史
1942年7月9日、カナダとアメリカの合同特殊部隊である第1特殊任務部隊は、3個の小編成連隊と1個の兵站大隊を以って活性化された。モンタナ州ヘレナのフォート・ウィリアム・ヘンリー・ハリソンが主要な訓練拠点に選ばれたのは、空挺訓練を行える平野とスキー訓練を行える山岳地帯が共に隣接していた為である。モンタナ州での訓練を終えた後、1943年4月15日からはバージニア州キャンプ・ブラッドフォード（Camp Bradford）に移り、5月23日からはバーモント州フォート・イーサン・アレンに移った。1943年7月4日、サンフランシスコ搭乗港に到着。

### アリューシャン列島（1943年）
1943年7月10日、悪魔の旅団はアリューシャン列島へ向けて出港した。8月15日、キスカ島への侵攻作戦（コテージ作戦）に参加するも、日本軍は既に撤退していた。悪魔の旅団はそのままカリフォルニア州キャンプ・ストーンマンへと送られ、9月9日にはフォート・イーサン・アレンに帰投した。

### イタリア（1943年）

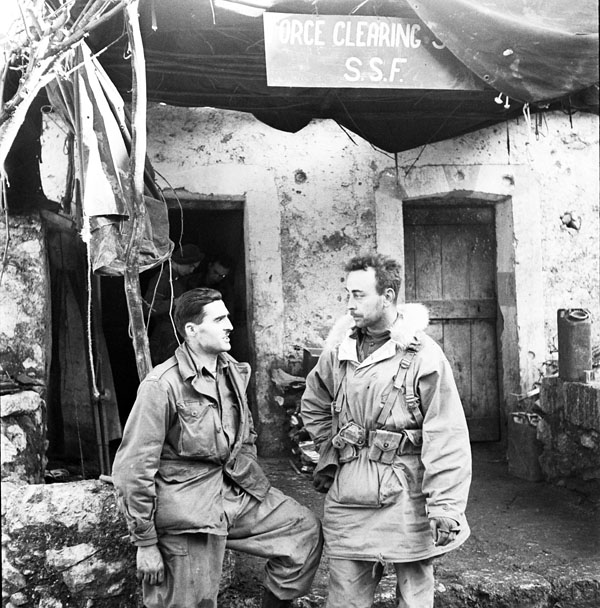
イタリア方面での作戦中、野戦病院前で会話する将校ら。左はカナダ人のJ・コステレック（J. Kostelec）少尉、右はアメリカ人のH・C・ウィルソン（H.C. Wilson）少尉

悪魔の旅団の当初の目的であったプラウ計画（ノルウェーへの落下傘降下、および水力発電所等の戦略目標に対する破壊活動の計画）は放棄されたが、1943年10月には米第5軍司令官マーク・W・クラーク中将による命令のもと、悪魔の旅団はそれまでの訓練を活かした特殊作戦を実施するべくイタリア戦線へと派遣された。1943年11月にはフランス領モロッコのカサブランカに上陸し、そのまま1943年11月19日にはイタリアのナポリに到着した。上陸後、悪魔の旅団は米第36歩兵師団へと速やかに合流した。
悪魔の旅団に与えられた任務は、イタリア山岳地帯の2箇所のドイツ軍山岳要塞、すなわちモンテ・ラ・ディフェンサおよびモンテ・ラ・レメタネア（Monte La Remetanea）の攻略である。これの防衛には第15装甲擲弾兵師団隷下の第104装甲擲弾兵連隊の将兵が当たり、またヘルマン・ゲーリング師団の将兵も予備隊戦力として配置されていた。これら2つの山岳要塞はグスタフ線として知られるドイツ側の要塞線と接続されていた。ラ・ディフェンサおよびラ・レメタネアを結ぶ線はウィンター・ライン（ドイツ側要塞線群の総称）のうち、グスタフ線の直前に位置するものであり、この山岳地帯を突破すれば連合国軍がローマ侵攻を実現することも容易になると考えられていた。山からは集落や道路がよく見渡せる為、山岳要塞のドイツ軍砲兵隊は周辺のあらゆる地域を射撃範囲に収めていた。また、ラ・ディフェンサの砲兵隊には最新鋭のネーベルヴェルファーが配備されていた。攻撃に先立ち、悪魔の旅団の隊員による強行偵察が実施され、T・C・マクウィリアム中佐（T.C. MacWilliam）に対して「敵が位置する丘の側面にあるほぼ垂直な崖を登るルートが、敵陣へ接近する為の最良の選択肢である」という旨が報告された。この側面攻撃を成功させる為、悪魔の旅団は友軍部隊に対して、正面からの攻撃を実施しドイツ軍部隊の注意を引きつけるようにと要請した。
攻撃実施日は12月2日とされ、隊員らはサンタマリアに設置された仮設兵舎に移り、山岳要塞攻撃に備えた訓練（登山演習、山岳戦訓練など）を実施した。攻撃計画は次のようなものであった。
- 12月1日16時30分、第2連隊は山の麓まで6マイル (9.7 km)の地点までトラックで移動し、ラ・ディフェンサまで6時間行軍する。
- 第1連隊は第36歩兵師団と共に予備隊戦力として待機する。
- 第3連隊は2分割され、半数は第2連隊と共に攻撃に参加し、残りの半数は第1連隊と共に待機する。

この攻撃に際し、悪魔の旅団隊員らは認識票以外の身分・所属証明書等は携行しないこととされた。
山麓に到達した第2連隊600名は夜明けまで休息し、12月2日夕刻には大規模な支援砲撃の元でラ・ディフェンサの崖を登り始めた。ある隊員はこの時の砲撃支援を回想し、「まるで地獄への行軍であった。山全体が砲撃下にあり、山全体が燃えているようだった」と語っている。
同日深夜、第2連隊将兵はドイツ軍陣地に接近し、最後の崖を登り始めた。この崖は65度ほどの角度で上向きに着き出しており、高さは1,000フィート (300 m)であった。着氷性の雨が降りしきる中、隊員らは各々をロープで繋いで登山を続けた。やがて崖を登り終えると、マクウィリアム中佐はドイツ軍の塹壕の直前にあった窪みまで部下を前進させた。当初の予定では午前6時まで攻撃を行わないとされていたが、山頂を目指して前進している最中に砂利道に踏み入り、その足音でドイツ側に発見されてしまった。すぐさまドイツ側の信号弾が上空に撃ち上げられ、戦闘が始まった。銃や迫撃砲による攻撃に晒されつつも、第2連隊の将兵は機関銃で応戦し、まもなくドイツ側を圧倒した。第5軍の幕僚たちが見積もった戦闘期間は4日～5日程度であったが、実際には戦闘開始からわずか2時間でラ・ディフェンサの守備隊は陣地を放棄し、ラ・レメタネアへと撤退した。
当時、米英軍はカミーノ峠（Camino Ridge)の攻略を試み、多数の死傷者を出していた。悪魔の旅団は作戦の第一段階としてラ・ディフェンサ確保に成功したが、一方でラ・レメタネア（作戦上は907高地と呼ばれた）の攻略は計画よりも遅れていた。その後、攻撃の指揮を執っていたマクウィリアムの戦死を受け、フレデリックは援軍および補給の到着までラ・レメタネアへの攻撃中止を命令した。隊員らはラ・ディフェンサにて陣地を構築し、ドイツ軍の反撃に備えた。
結局、連合国軍側の砲兵隊が激しい砲撃を行ったことに加え、ラーピド川およびガリリャーノ川が氾濫していた為、ラ・ディフェンサに対する反撃は行われなかった。この間、第2連隊は第1および第3連隊によって戦力を補強され、ウィスキーやコンドーム（悪天候の中で銃口を濡らさない為に用いられた）などの物資を受け取っている。イギリス軍がカミーノ峠の防衛線を突破した後、悪魔の旅団は改めてラ・レメタネア攻撃に乗り出した。
悪魔の旅団によるラ・レメタネア攻撃は12月6日に再開され、9日に完了した。その後、悪魔の旅団は720高地（Hill 720）として知られる一帯の確保に割り当てられた。この作戦は12月25日のモンテ・サンムクロ（Monte Sammucro）攻撃から始まり、1944年1月8日のモンテ・マーヨ（Monte Mayo）およびモンテ・ビスキャタロ（Monte Vischiataro）の攻略を以って完了した。
一連の山岳要塞攻略における悪魔の旅団隊員の死傷率は77％と非常に高かった。補充要員は第142歩兵連隊から抽出された。

### アンツィオ（1944年）

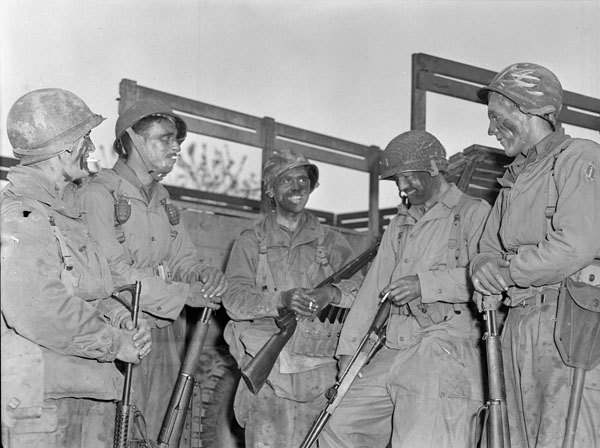
偵察出発直前の隊員ら。顔やヘルメットを黒く塗っている。（1944年、アンツィオ）

1943年8月のケベック会談にてノルマンディー上陸作戦の実施が決定すると、アイゼンハワー大将はこれを立案策定するべくロンドンへと移った。ヨーロッパ戦線の指揮官にはヘンリー・メイトランド・ウィルソン英陸軍大将が選ばれた。この頃、米英連合部隊である第15軍集団を指揮するハロルド・アレクサンダー英陸軍大将は、ドイツ軍の側面を攻撃するべく、アンツィオへの上陸作戦を策定していた。一方の枢軸軍では、イタリア戦線司令官アルベルト・ケッセルリンク独空軍元帥の元、ヘルマン・ゲーリング師団、第16SS装甲擲弾兵師団第35装甲擲弾兵連隊などをアンツィオに展開しており、独伊あわせた兵力は70,000人ほどであった。
悪魔の旅団は1月中に山岳地帯からの移動を命じられ、2月1日にはシングル作戦において構築された橋頭堡への上陸を果たし、チステルナの戦いで消耗した米第1・第3レンジャー大隊と交代した。彼らに与えられた任務は橋頭堡の保持であり、とりわけ橋頭堡右手側のムッソリーニ運河（ポンティーナ湿地帯の末端）方面から行われる襲撃を警戒することだった。第1連隊は防衛線のうち3分の1を占める右手側に集中配置され、残りの3分の2は第3連隊が守備についた。また、第2連隊は一連の山岳要塞攻略作戦での消耗により3個中隊規模まで縮小していた為、枢軸軍陣地への夜間偵察を専門に担当することとなっていた。悪魔の旅団がレンジャー大隊から任務を引き継いだ直後、彼らの積極的な偵察活動を警戒した枢軸軍は、防衛線を0.5マイル (0.80 km)後退させた。悪魔の旅団による夜間襲撃により、ケッセルリンクは当初の計画よりも多数の兵力を守備隊として配置せざるを得なくなった。こうした夜間偵察活動は、しばしば敵戦線の後方1,500フィート (460 m)ほどのごく深い地点まで浸透して行われた。
捕虜になったドイツ兵らの多くは、悪魔の旅団が比較的小規模の部隊であったことに驚いていた。あるドイツ軍の中尉は、師団規模の部隊が展開していると思い込んでいたという。これはフレデリックの命令の元、隊員らが偵察に際して実際よりも多人数の活動があったように思わせる痕跡を敢えて残していた為である。アンツィオで捕虜になったあるドイツ兵が語ったところによれば、彼らには次のような命令が伝えられていたという。
諸君はカナダ・アメリカの精鋭部隊と対峙する。彼らは悪逆非道にして残酷、狡猾である。決して気を抜くことはできない。この部隊の隊員を最初に捕らえた兵士あるいは部隊に対しては、10日間の休暇が与えられる。
「悪魔の旅団」という通称は、アンツィオにおける作戦行動中に生まれた。隊員らは夜間行動の際に顔を靴墨で黒く塗っており、ドイツ側ではこれを悪魔と例えたのである。アンツィオにおいて、悪魔の旅団は休むことなく99日間戦った。夜間偵察の際、隊員らは「最悪の事態はまだこれからだ！」（Das dicke Ende kommt noch!）というドイツ語のフレーズと部隊章が描かれたステッカーを携行し、撤退する前には必ずドイツ兵の死体や陣地にこれを貼っていった。アンツィオにて戦死した隊員は、アンツィオ英連邦戦争墓地およびネットゥーノのシチリア＝ローマ米国人墓地に埋葬されている。
1944年5月25日に第5軍による大攻勢が始まると、悪魔の旅団はモンテ・アレスティノ（Monte Arrestino）へ移り、5月27日からロッカ・マッシマへの攻撃を開始した。彼らに与えられた任務は、撤退中のドイツ軍が爆破する前に市内に掛かる7つの橋を確保することであった。この任務に関連し、6月4日夜には部隊の一部がローマへと到達した。彼らは最初にローマ入城を果たした連合国軍部隊の1つである。橋の確保に成功した後、悪魔の旅団は撤退中のドイツ軍を迫撃する形で北上した。
1944年8月、部隊長フレデリックが少将に昇進した上で第1空挺タスクフォースの指揮官に任命され、エドウィン・ウォーカー大佐が悪魔の旅団の指揮を引き継いだ。

### フランス（1944年）
1944年8月14日、悪魔の旅団はドラグーン作戦（南仏侵攻）に際し、イエール諸島、ポール＝クロ島への上陸を行った。ポール＝クロ島では駐屯するドイツ側守備隊との小規模な衝突があった（ポール＝クロの戦い）。この戦いにより9人の隊員が戦死している。8月22日、第1空挺タスクフォースの隷下に組み入れられる。当時、第1空挺タスクフォースは暫定的に第7軍付き空挺師団として配置されていた。9月7日、仏伊国境線まで移動する。
悪魔の旅団は1,800人程度の比較的小規模の部隊だったが、その活動期間を通じておよそ12,000人のドイツ兵を殺傷し、またおよそ7,000人を捕虜とした。これらの数字から推定される加害率は常に600%以上であった。

### 解散
1944年12月5日、マントンからほど近い陣地にて悪魔の旅団の解散が宣言された。マントンは同年8月26日に悪魔の旅団によって解放された町の1つである。その後、カナダ兵の多くは第1カナダ落下傘大隊へ移った。アメリカ兵らは空挺師団やレンジャー大隊などに配置されたほか、新設された第474歩兵連隊に参加した者もいる。第474連隊は第3軍の元でノルウェー方面の占領任務に従事した。悪魔の旅団の伝統を受け継いだアメリカ陸軍特殊部隊群（グリンベレー）では、毎年12月5日をマントン・デイ（Menton Day）と呼び、カナダ軍と合同で記念式典を行っている。

## その後

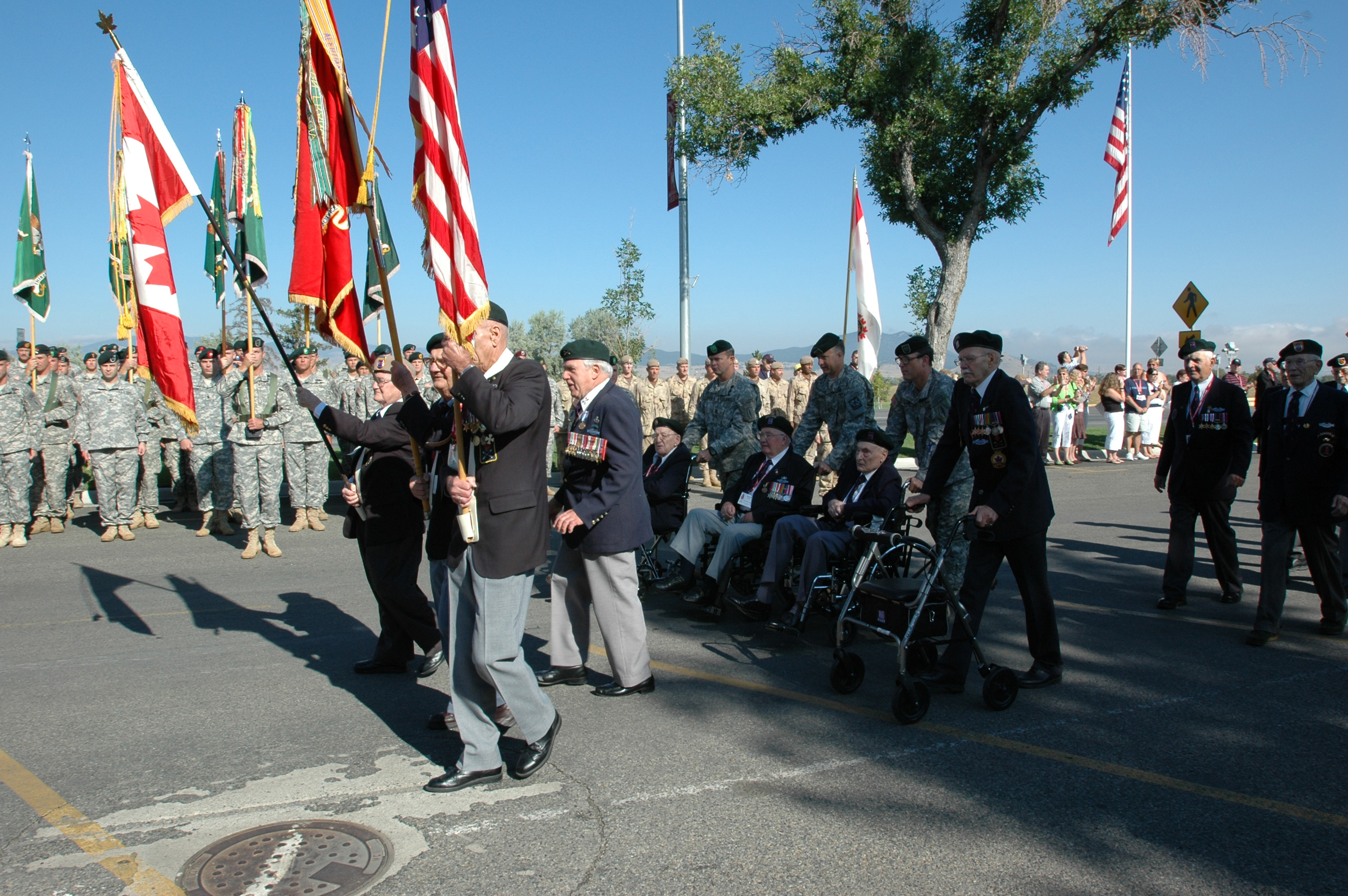
マントン・デイの記念式典に参加した現役の特殊部隊員と退役軍人ら（2006年）

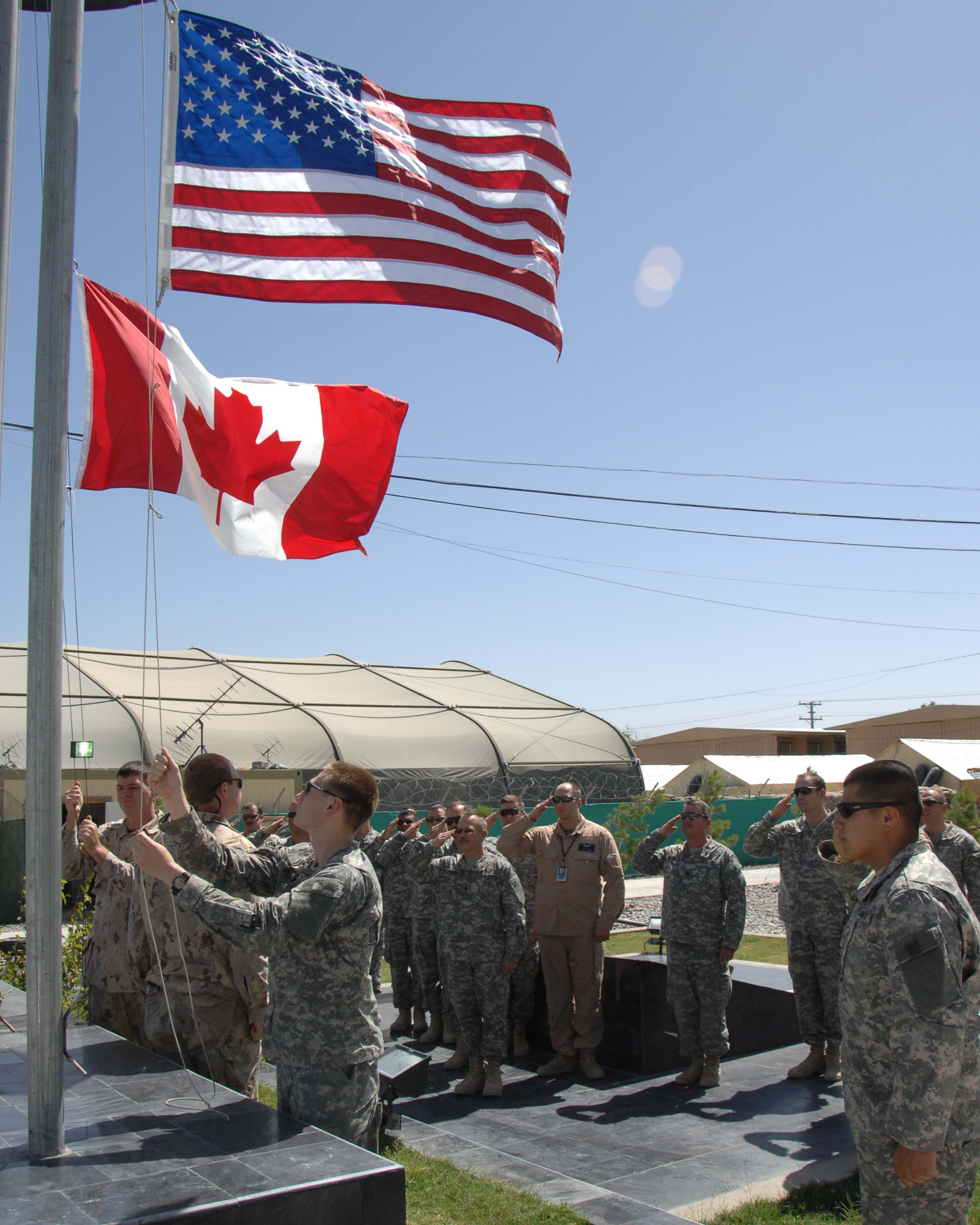
悪魔の旅団の65周年を祝うアフガニスタン駐留のアメリカ・カナダの兵士（2007年）

1952年、元OSSエージェントのアーロン・バンク大佐は、新たな精鋭部隊を設立するにあたり、OSSに加えて悪魔の旅団の戦訓も参考とした。こうして設置されたのがアメリカ陸軍特殊部隊群（グリンベレー）である。カナダでも軍情報・兵站計画部（Military Intelligence and Logistical Operations, 1952 - 1988）、カナダ空挺連隊（1968 - 1995）、カナダ特殊作戦連隊（2006 - ）などが悪魔の旅団の伝統を受け継いだ。また、2001年のアフガン侵攻の際にはカナダ・アメリカの特殊部隊（JTF-2およびデルタフォース）が合同部隊を設置して任務を遂行したことがある。

### 受章
悪魔の旅団は、部隊として戦功十字章銀章（フランス）および大統領殊勲部隊章（アメリカ）を受章している。個々の隊員についても、カナダ軍におけるファースト・ネーションの兵士としては最多受勲者となったトミー・プリンスのように、過酷な任務に参加したことから多数の勲章を受けた者が多い。第3連隊所属のアメリカ兵ウェンデル・C・ジョンソンは、地雷原で倒れた戦友を救い、その勇敢さの為に勲章を推薦された。ただし、ジョンソンは「足を失った彼に与えてくれ」と語って受章を辞退した。
1983年、アメリカ陸軍で特殊部隊タブ（Special Forces Tab）が制定された。これは特殊部隊員としての訓練課程を修了したことを示す記章で、制定以前に特定の特殊部隊等に勤務した軍人および退役軍人らにも授与された。悪魔の旅団については、部隊に120日以上勤務した全ての元隊員に着用の権利が認められていた。
2006年、悪魔の旅団に所属した元カナダ兵らに対してアメリカ陸軍より戦闘歩兵記章が贈られた。
2013年、アメリカ合衆国議会（第113議会）にて第1特殊任務部隊への議会名誉黄金勲章授与に関する法案が承認された。授与式典は2015年2月3日に催され、当時生存していた元隊員のうち40名以上（いずれも90歳代）がワシントンD.C.へと招かれた。

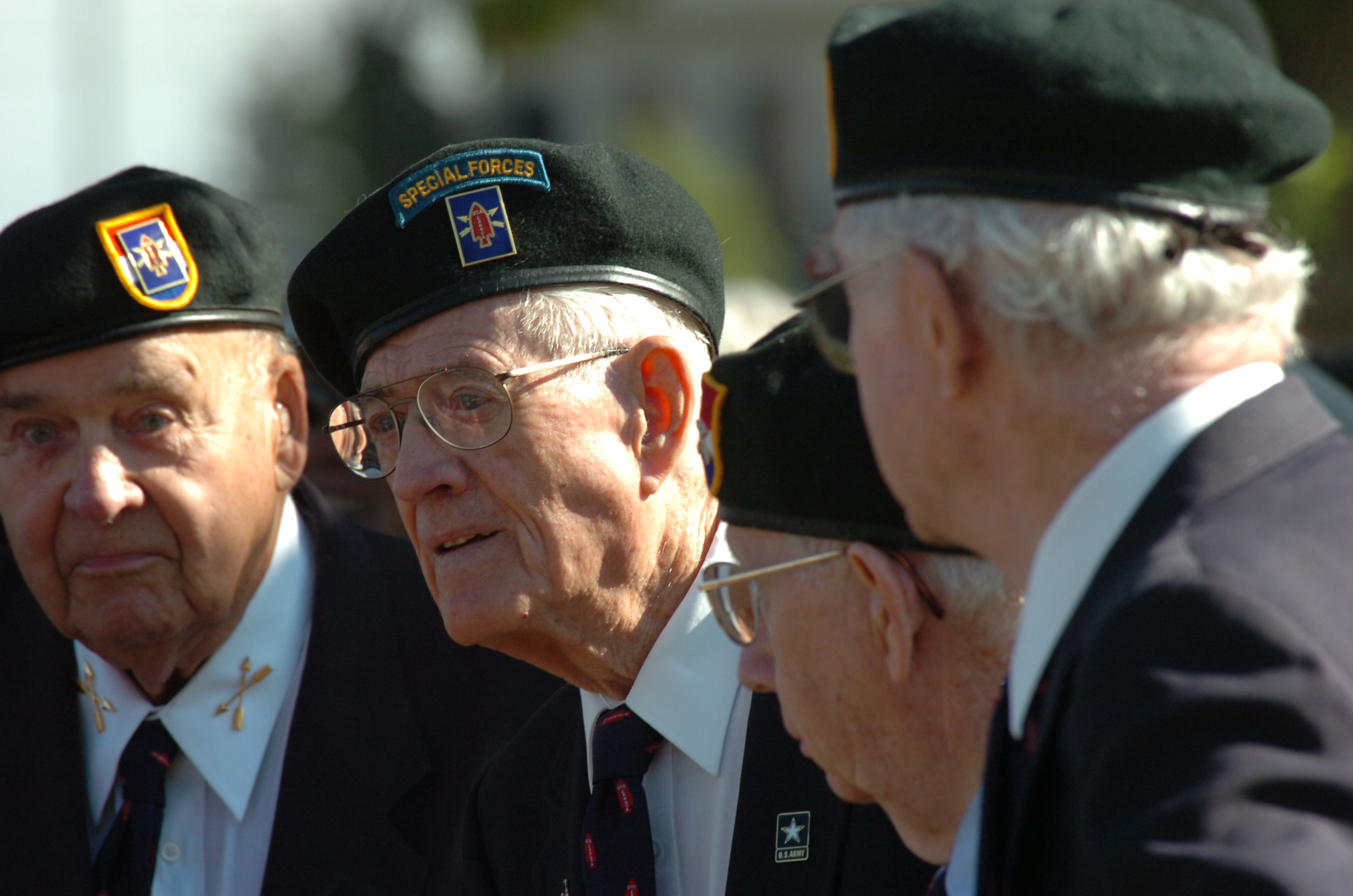
元隊員ら。左から2番目のマーク・ラドクリフ（Mark Radcliffe）が、特殊部隊タブを縫いつけた緑色のベレー帽を被っている（2006年）
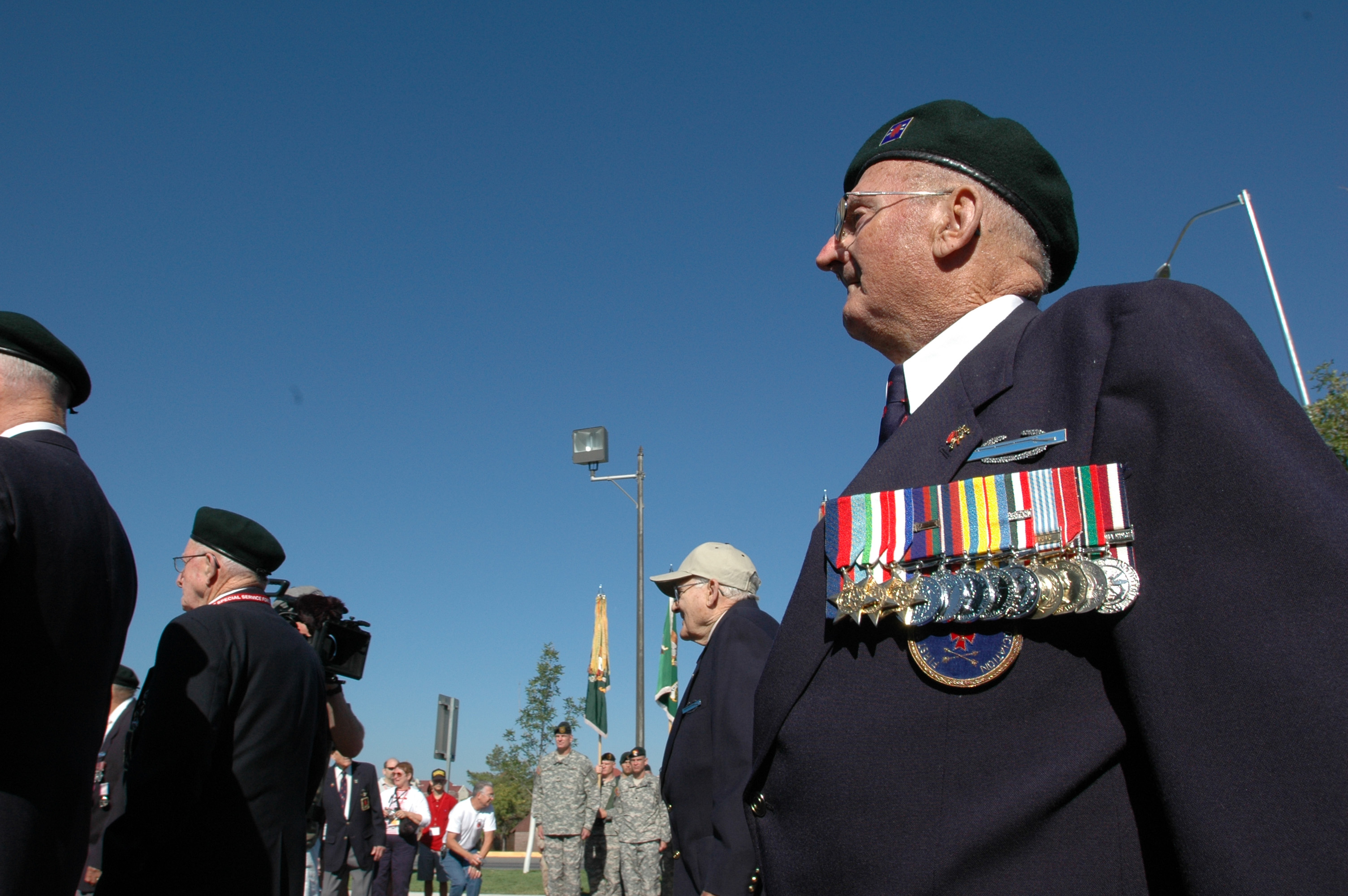
カナダ人の元隊員、ウィルフレッド・パケット（Wilfred Paquette）。メダルバーの上に米陸軍の戦闘歩兵記章を着用している。（2006年）

### 記念
1999年9月、カナダのアルバータ州道4号線およびアメリカの州間高速道路15号線の一部（モンタナ州を通る部分）は第1特殊任務部隊記念道路（First Special Service Force Memorial Highway）と改称された。これらはカナダのアルバータ州レスブリッジからアメリカのモンタナ州ヘレナを繋ぐ道路で、かつて悪魔の旅団に志願したカナダ兵らが移動したのと同じルートである。ローマのプロテスタント墓地および在ローマアメリカ合衆国大使館にも悪魔の旅団の記念プレートが残されている。

### 大衆文化
1968年の映画『コマンド戦略』（原題：The Devil's Brigade）は、悪魔の旅団を題材とした映画の1つである。原作は歴史家のロバート・アルドマンと悪魔の旅団の元隊員ジョージ・ウォルトン大佐（George Walton）が執筆した書籍『悪魔の旅団』（原題：The Devil's Brigade）で、映画では部隊の結成からイタリア方面での作戦までが描かれる。同年の映画『アンツィオ大作戦』（原題：Lo sbarco di Anzio）にも、悪魔の旅団の隊員が登場する。2012年の映画『バトルフォース 米軍第1特殊部隊』（原題：Battle Force）も悪魔の旅団を題材としているが、本格的な侵攻の前にシチリアへ潜入したとされている。
悪魔の旅団を題材としたドキュメンタリーとしては、2000年にヒストリーチャンネルの番組『Dangerous Missions』のエピソードとして放送された『Black Devils』、2004年にカナダのNorthern Sky Entertainmentが制作した『Daring to Die: The Story of the Black Devils』、2006年にFrantic Filmsが制作したTVシリーズ『'Devil's Brigade』がある。
2009年の映画『イングロリアス・バスターズ』（原題：Inglourious Basterds）の登場人物、アルド・レイン中尉（演：ブラッド・ピット）は制服に悪魔の旅団の部隊章を付けている。また、監督クエンティン・タランティーノも、同作には悪魔の旅団から影響もあったと語っている。